# Caranx caballus
Caranx caballus е вид бодлоперка от семейство Carangidae. Видът не е застрашен от изчезване.

## Разпространение и местообитание
Разпространен е в Гватемала, Еквадор, Колумбия, Коста Рика, Мексико, Никарагуа, Панама, Перу, Салвадор, САЩ и Хондурас.
Обитава крайбрежията и пясъчните дъна на полусолени водоеми, океани, морета, заливи, лагуни и рифове в райони с тропически, умерен и субтропичен климат. Среща се на дълбочина от 1 до 100 m, при температура на водата от 16,6 до 26,9 °C и соленост 33,4 – 35 ‰.

## Описание
На дължина достигат до 55 cm, а теглото им е максимум 2810 g.